# I’m with You (singel)
I’m with You – ballada rockowa Avril Lavigne, wydana jako trzeci singel z jej debiutanckiej płyty Let Go. Avril napisała utwór z zespołem produkcyjnym The Matrix, który później uznał, że nie zasługuje ona na tytuł autora piosenki, bo zmieniła tylko kilka słów. Avril obroniła się z tych zarzutów.
Po wypuszczeniu singla na rynek zawojował on na listach przebojów. Piosenka znajduje się na soundtracku do filmu Bruce Wszechmogący. Singel, jak określił go fotograf David LaChapelle, jest skierowany do osób samotnych, które nie mogą znaleźć bratniej duszy.
Teledysk nagrany jest w zwolnionym tempie, ale ruchy ust Avril synchronizują się z partiami wokalnymi piosenkarki.

## Formaty singla
Singel CD – Wielka Brytania, Niemcy, Korea
1. „I’m With You” 3:44
2. „I’m With You” (na żywo w Meksyku) (3:57)
3. „Unwanted” (na żywo w Meksyku) (4:01)
4. „I’m With You” (Teledysk)

Francuski singel CD
1. „I’m With You” 3:44
2. „I’m With You” (na żywo w Meksyku) (3:57)

Australijski singel
1. „I’m With You” 3:44
2. „I’m With You” (na żywo w Meksyku) (3:57)
3. „Unwanted” (na żywo w Meksyku) (4:01)

I’m With You / Sk8er Boi – U.S. singel DVD
1. „I’m With You” (Teledysk)
2. „Sk8er Boi” (Teledysk)
3. Skater Girl (TV spot)
4. Street Performer (TV spot)
5. Photogallery

### Promo
Promo CD – USA, Wielka Brytania, Australia
1. „I’m With You” 3:44

### Wersje oficjalne
1. „I’m With You” (Album Version) (3:44)
2. „I’m With You” (Demo) (3:49)

## Listy
| Lista (2003)                      | Pozycja |
| --------------------------------- | ------- |
| U.S. Billboard Hot 100            | 4       |
| U.S. ARC Weekly Top 40            | 1       |
| Canadian Hot 100                  | 13      |
| Nowozelandzka RIANZ Singles Chart | 5       |
| UK Singles Chart                  | 7       |
| Irlandzka Singles Chart           | 5       |
| Francuska Singles Top 100         | 34      |
| Niemiecka Singles Chart           | 13      |
| Austriacka Singles Top 75         | 13      |
| Szwajcarska Singles Top 100       | 12      |

| Lista (2003)             | Pozycja |
| ------------------------ | ------- |
| Hiszpańska Singles Chart | 12      |
| Włoska Singles Chart     | 5       |
| Holdenderska Top 40      | 9       |
| Belgijska Singles Top 50 | 9       |
| Szwedzka Singles Top 60  | 11      |
| Norweska Singles Top 20  | 16      |
| Duńska Singles Top 40    | 20      |
| Meksykańska Top 100      | 1       |
| Chilijska Singles Chart  | 1       |